# Frunză
Frunză es una ciudad de la República de Moldavia perteneciente al distrito de Ocnița.
En 2014 tiene 1400 habitantes, lo que la convierte en una de las localidades con estatus de ciudad más pequeñas del país. La mayoría de la población está compuesta por ucranianos.
Se sitúa a medio camino entre Ocnița y Otaci, tanto por carretera como por ferrocarril.
Fue fundada en 1966 como poblado ferroviario.